# Ульрих Померанский
Ульрих Померанский (нем. Ulrich von Pommern; 12 августа 1589, Барт — 31 октября 1622, Приббернов) — епископ Камминский (1618—1622), герцог Щецинецкий (1618—1622), Дарловский и Буковский (1621—1622).

## Биография
Представитель померанской династии Грифичей. Младший (шестой) сын герцога Штеттинского Богуслава XIII (1544—1606) от первого брака с Кларой Брауншвейг-Люнебургской (1550—1598). В 1606 году после смерти своего отца Богуслава XIII Ульрих не получил никаких земельных владений, получал только годовую ренту.
В 1618 году скончался бездетный герцог Штеттинский Филипп II, старший брат Ульриха. Его другой брат Франц, епископ Камминский, унаследовал Штеттинскийский герцогский престол, передав Ульриху должности епископа Камминского и князя Щецинецкого. 26 июня 1618 года Ульрих Померанский вступил в сан епископа Камминского.
В 1621 году Ульрих получил во владение от своего старшего брата Богуслава XIV города Дарлово и Буково.
Ульрих был очень образованным принцем. Он учился в Ростокском и Тюбингенском университетах, хорошо знал французский язык. В молодости он много путешествовал, посетил Италию, Францию, Англию и Нидерланды.
Из сохранившихся исторических документов следует, что принц Ульрих присутствовал на официальных мероприятиях, проводившихся его старшими братьями, не избегал развлечений. В 1612 и 1617 годах Ульрих участвовал в соревнованиях по стрельбе, завоевал главные призы в Щецине. Любил охотиться.
Осенью 1622 года Ульрих тяжело заболел во время своего пребывания в Щецине, но несмотря на плохое состояние здоровья решил вернуться в Дарлово. По пути его состояние внезапно ухудшилось, и поездка была прервана в Пшибернуве, где он умер. Его тело было погребено 8 января 1623 года в дворцовой церкви Святого Отто в Щецине. Его владения и должность епископа Камминского унаследовал старший брат Богуслав XIV.
Внезапная болезнь и смерть Ульриха способствовала пресечению династии Грифичей, поскольку только от его брака можно было бы надеяться на потомство: два из оставшихся в живых князей, Богуслав XIV Щецинский и Филипп Юлий Вольгастский к тому времени были долгое время женаты и не имели детей.

## Брак
7 февраля 1619 года в Вольфенбюттеле Ульрих Померанский женился на Гедвиге Брауншвейг-Вольфенбюттельской (9 февраля 1595 — 26 июня 1650), дочери герцога Генриха Юлий Брауншвейг-Вольфенбюттельского (1564—1613) от второго брака с Елизаветой Датской (1573—1626). Их брак был бездетным. После смерти своего мужа Гедвига проживала в Щецинеке (Нойштеттине). Здесь в 1640 году она основала гимназию, которая после её смерти стала называться её именем.